# Jaroslav Pešán
Jaroslav Pešán (28. ledna 1912 Klášter Hradiště nad Jizerou – 11. srpna 1972 Brno) byl československý voják a příslušník výsadku Platinum-Pewter.

## Mládí
Narodil se 28. ledna 1912 v Klášteře Hradišti. Otec Emil byl obuvníkem a zemědělcem, matka Gabriela, rozená Macharovská byla v domácnosti. Měl sedm sourozenců.
Po absolvování obecné školy a měšťanky se vyučil sládkem v pivovaře. Toto povolání vykonával do nástupu na základní vojenskou službu. Tu nastoupil v roce 1933 v Mladé Boleslavi, odkud byl převelen k pěšímu pluku v Praze. Po ukončení služby pracoval znovu jako sládek, po demobilizování v roce 1938 jako sklepník.

## V exilu
V listopadu 1939 odešel přes Slovensko, Maďarsko ,Balkán, Turecko do Sýrie.. Lodí pak do Francie. Po prezentaci do československé zahraniční armády 4. ledna 1940 Agde byl zařazen k 1. pěšímu pluku, s nímž se zúčastnil bojů o Francii.
Po pádu Francie byl evakuován do Anglie, kde byl zařazen k 1. pěšímu praporu. Absolvoval řidičský kurz a 1. prosince 1940 byl povýšen na svobodníka. Od 21. února do 27. března 1942 prošel sabotážním kurzem a parakurzem. Po kratší přestávce absolvoval od 26. října 1942 do 21. července 1944 kurz průmyslové sabotáže, výcvik v civilním zaměstnání, konspirační kurz, opakovací parakurz a kurz pro příjem letounů. Během tohoto období byl povýšen na desátníka a stal se členem skupiny Pewter a posléze Platinum-Pewter. V srpnu 1944 se přesunul na vyčkávací stanici v Bari.

## Nasazení
Vysazen byl společně s ostatními v noci ze 16. na 17. února 1945 u Nasavrk. Na Českomoravské vrchovině plnil přidělené úkoly v oblasti zpravodajství, organizaci a příjmu leteckých zásilek.

## Po druhé světové válce
Dne 8. května 1945 byl povýšen na podporučíka a zařazen k MNO. V listopadu 1945 se oženil, z manželství vzešli dcera a syn. Do 26. ledna 1946 byl postupně povýšen do hodnosti nadporučíka pěchoty. Postupně sloužil v řadě funkcí, mezi jiným jako velitel strážního praporu na velitelství Velké Prahy či jako velitel padákové školy u 71. výsadkového praporu. 23. října 1948 byl povýšen na kapitána pěchoty. Sloužil jako velitel posádky v Hradčanech u Mimoně. 30. října 1948 byl povýšen na štábního kapitána.
31. srpna 1951 byl bez udání důvodu z armády propuštěn. Bylo mu nařízeno pracovat jen v těžkém průmyslu, dolech nebo zemědělství. Byl zbaven hodnosti. Musel se s celou rodinou (dvě malé děti) během 24 hodin vystěhovat z vlastního domu - bez náhrady. Pracoval jako pomocný dělník a později jako řidič. Od roku 1959 do odchodu do důchodu v roce 1969 pracoval ve Výzkumném ústavu veterinárním. Zemřel 11. srpna 1972.
V roce 1992 byl rehabilitován a in memoriam povýšen do hodnosti podplukovníka pěchoty. Na budově pivovaru v Hradišti nad Jizerou mu byla v roce 1995 odhalena pamětní deska.
Jeho synem je veterinární lékař a politik Jaroslav Pešán, v letech 1996-2006 poslanec Poslanecké sněmovny za ODS.

## Vyznamenání
- 1944 –  Pamětní medaile československé armády v zahraničí se štítky Francie a Velká Británie
- 1945 –  Československý válečný kříž 1939
- 1945 –  Československá medaile za zásluhy I. stupně
- 1945 –  Československá medaile Za chrabrost před nepřítelem
- 1950 – Odznak Československého partyzána